# Dalnyeje Konsztantyinovó-i járás

A Dalnyeje Konsztantyinovó-i járás a Nyizsnyij Novgorod-i területen

A Dalnyeje Konsztantyinovó-i járás (oroszul Дальнеконстантиновский район) Oroszország egyik járása a Nyizsnyij Novgorod-i területen. Székhelye Dalnyeje Konsztantyinovo.

## Népesség
- 1989-ben 25 481 lakosa volt.
- 2002-ben 25 251 lakosa volt, melynek 95,3%-a orosz, 1,4%-a mari, 1,1%-a csuvas, 0,8%-a mordvin, 0,5%-a ukrán.
- 2010-ben 22 474 lakosa volt, melynek 94,8%-a orosz, 1,2%-a csuvas.

| Lakosok száma | 58 834 | 32 369 | 25 481 | 24 362 | 22 474 | 22 469 | 21 832 | 21 140 | 20 676 | 20 731 |
|               | 1939   | 1970   | 1989   | 2008   | 2010   | 2013   | 2015   | 2017   | 2019   | 2021   |